# ایر اکسپرس الجزایر
ایر اکسپرس الجزایر (به انگلیسی: Air Express Algeria) یک شرکت هواپیمایی است که در تاریخ ۲۰۰۲ میلادی تأسیس شده است.
دفتر مرکزی ایر اکسپرس الجزایر در الجزیره، الجزایر واقع شده‌است.